# 李弥
李 弥（り み / り や、繁体字: 李彌; 簡体字: 李弥; 拼音: Lǐ Mí; ウェード式: Li Mi、1902年 - 1973年12月7日）は、中華民国（台湾）の軍人。日中戦争、国共内戦などで活動した国民革命軍指揮官で、国民政府の台北遷都後もビルマ連邦（現ミャンマー）で反共の軍事活動を継続した。字は炳仁。号は文卿。

## 事績

### 日中戦争での活動
騰衝県立中学を卒業後の1925年（民国14年）、黄埔軍官学校第4期歩兵科に入学した。卒業後は国民革命軍第3軍（軍長：朱培徳）軍官教育団中尉排長として配属されている。南昌起義では所属部隊が蜂起したが、李弥は参加を拒否して離脱、南京に逃れた。その後、四川省での軍務等を経て、1930年（民国19年）に第59師第350団上校団長に昇進している。
1933年（民国22年）から1935年（民国24年）にかけて、李弥は中国共産党（紅軍）の第5次掃討作戦や長征部隊の追撃に従事した。1936年（民国25年）、江西省県政人員訓練班で訓練を受け、訓練期間満了後に同省の瑞昌県で県長を務めた。その後、同省の寧都県に移り、同県保安副司令兼保安第16団団長となっている。
日中戦争（抗日戦争）が勃発すると、李弥は第36軍新編第23師第1旅旅長に任ぜられ、前線に出撃する。1939年（民国28年）、第36軍第5師副師長に昇進し、第1次長沙会戦や桂南昆崙関会戦に参戦した。翌年には棗宜会戦に参戦し、この時の軍功で第8軍栄誉第1師師長に昇進している。1942年（民国31年）、第8軍副軍長兼湖南省芷綏師管区司令に任ぜられた。1944年（民国33年）5月、第8軍が中国遠征軍に編入されたことに伴い、雲南省西部に移駐する。7月、軍長の何紹周と共に竜陵県松山高地を攻略、日本軍を殲滅している。この軍功により、翌1945年（民国34年）1月、李は第8軍軍長に昇進した。

### 国共内戦での活動
日中戦争終結後、李弥の第8軍は雲南省を離れ、山東省の濰県・昌楽県に駐留した。1948年（民国37年）7月、第8軍は徐州に移り、李弥は第13兵団司令長官に昇進、淮海戦役に参戦する。しかし、この戦役で中国国民党側は中国人民解放軍に大敗、1949年（民国38年）1月に第13兵団も全軍覆滅となり、李は身一つで上海へ逃亡した。同年5月、李は第13兵団再建を命ぜられ、福建省で軍備補充・再訓練を行った。その後、第6編練司令部司令も兼ね、8月に雲南省入りし、雲南省政府主席盧漢の下に配属されている。
しかし1949年（民国38年）12月、盧漢は中華人民共和国側に転じる起義（反国民党蜂起）を宣言する。その際に李弥は張群（当時、西南軍政長官）や第26軍軍長余程万らと共に盧により拘留されてしまった。まもなく国民党軍が昆明攻撃に動いたこともあり、盧はその動きを緩和しようと張や李を釈放している。釈放された李は第8軍に戻り、部隊を率いて雲南省南部に逃走した。

### ビルマでの反共軍事活動
1950年（民国39年）1月、李弥はいったん台湾に逃れたが、同年9月、再び中国・ビルマ連邦国境に戻る。そして残存していた国民党部隊を再編して「反共抗俄救国軍滇南辺区遊撃第1縦隊」を組織、さらに雲南省政府主席兼雲南綏靖公署主任に任ぜられた。この部隊はアメリカの支援も受けており、後に「雲南反共救国軍遊撃総部」、「東南亜自由人民反共聯軍」などと改称している。
しかしビルマ連邦政府は、ビルマ連邦領北部を根拠地とした李弥とその部隊の活動に激怒し、ビルマ国軍を動員して掃討作戦を開始した。李も反政府勢力と手を結んで反撃し、台湾・ビルマ関係、アメリカ・ビルマ関係の悪化も含めて事態は泥沼化してしまう。結局、ビルマ連邦政府が国際連合でこの問題を取り上げようとし、李にとっても戦況が不利となったため、ついに1953年（民国42年）12月から李とその部隊は台湾への撤退を余儀なくされている。この撤退は1954年（民国43年）に完了し、翌年、李も台湾に引上げた（ただし部隊の一部は、そのままビルマに残留した）。台湾に戻った李は、三軍連合大学や国防研究院で訓練を受けている。後に国民大会代表や国民党第7期中央委員候補、第8期中央委員、第9期・10期中央評議委員などを務めた。
1973年（民国62年）12月7日、台北市で心臓病のために死去。享年72。